# 다케토미 고스케
다케토미 고스케(일본어: 武富 孝介, 1990년 9월 23일 ~ )는 일본의 축구 선수로 현재 J2리그의 방포레 고후에서 미드필더로 뛰고 있다.

## 구단 경력
그는 2009년부터 2024년까지 J리그의 가시와 레이솔, 로아소 구마모토, 쇼난 벨마레, 우라와 레즈, 교토 상가 FC, 방포레 고후에서 활동하였다.